# William Barnett
William Barnett is een personage van de Amerikaanse televisieserie That '70s Show van Fox Networks, gespeeld door Tim Reid.

## Over William
William is de biologische vader van Steven Hyde. Oorspronkelijk meende Hyde dat Bud Hyde zijn vader was, totdat Kitty uitvond dat zijn vader in Milwaukee woont. William wordt vaak WB genoemd, wat z'n initialen zijn. Hij is rijk en de eigenaar van Grooves, een platen-winkelgroep. William heeft Steven eigenaar/manager gemaakt van een van de platen-winkels. Barnett is zwart getint, in tegenstelling tot zijn zoon. Hyde denkt dat hij z'n haar en karakter van William heeft geërfd. De eerste keer dat William in de show te zien was, was in de aflevering Son and Daughter en de laatste keer in Love of My Life.